# オリスターノ
オリスターノ（イタリア語: Oristano ( 音声ファイル)）は、イタリア共和国のサルデーニャ島西部に位置する都市で、周辺地域を含む人口約32,000人の基礎自治体（コムーネ）。オリスターノ県の県都である。
アルボレーア地方の中心都市で、中世にはアルボレーア国 (Giudicato of Arborea) の首府であった。

## 名称
日本語文献では「オリスタノ」と表記されることもある。
イタリア語以外では以下の名称を持つ。
- サルデーニャ語: Aristanis （アリスターニス）

## 地理

### 位置・広がり
オリスターノの市街は、ヌーオロから南西へ約78km、州都カリャリから北北西へ約89km、サッサリから南へ約91kmの距離にある。

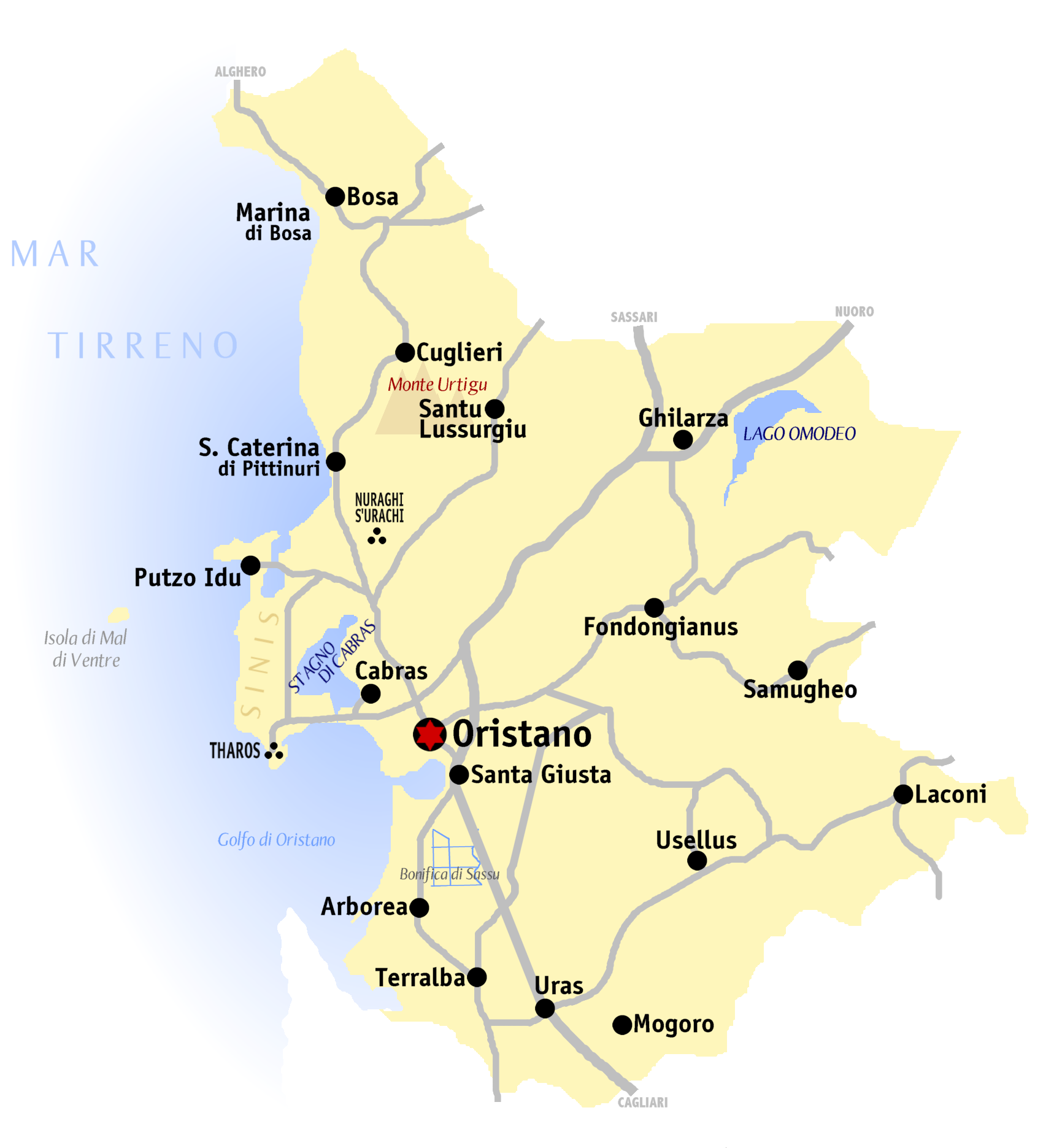
オリスターノ県概略図

#### 隣接コムーネ
- バラーティリ・サン・ピエトロ
- カブラス
- ヌラーキ
- パルマス・アルボレーア
- サンタ・ジュスタ
- シアマッジョーレ
- シアマンナ
- シマージス
- ソラルッサ
- ヴィッラウルバーナ
- ゼッディアーニ

## 行政

### 分離集落
オリスターノには、以下の分離集落（フラツィオーネ）がある。
- Donigala Fenughedu, Massama, Marina di Torre Grande, Nuraxinieddu, Silì, San Quirico

## 歴史
その起源はとても古く、10世紀から14世紀にかけて、島民による独立都市だったアルボレーアの中心街であった。

## 社会

### 経済・産業
主に漁業で生計を立てている。